# Loonie Cooper
Loonnie Cooper, né le 28 septembre 1976 à Tallulah (Louisiane) est un ancien joueur américain de basket-ball. Il mesure 1,92 m et joue au poste de meneur.

## Biographie
Meneur (poste 1) de formation, sa taille et ses qualités au tir lui permettent de se décaler au poste 2 (arrière). Excellent passeur et manieur de ballon, bon tireur notamment à trois points, capable de se servir de son avantage de taille sur le meneur adverse en jouant dos au panier, sa principale faiblesse réside dans sa défense, qui n'est de loin pas à la hauteur de son jeu offensif.

## Clubs successifs
- 1995 - 1999:  Bulldogs de Louisiana Tech (NCAA)
- 1999 - 2000: 
  -  Windjammers de Tampa Bay
  -  Olimpia Milan (Lega A)
  -  Des Moines Dragons (IBA)
- 2000 - 2001: 
  -  Des Moines Dragons (IBA)
  -  Honka Espoo (première division)
- 2001 - 2002:  Honka Espoo (première division)
- 2002 - 2003:  Nuova Pallacanestro Pavie (Lega Due)
- 2003 - 2004:  Olimpia Milan (Lega A)
- 2004 - 2005:  Nuova Pallacanestro Pavie (Lega Due)
- 2005 - 2006:  Élan béarnais Pau-Orthez (Pro A)
- 2006 - 2007:  Strasbourg (Pro A)
- 2007-2008:  Lokomotiv Novossibirsk (Super League 1)
- 2008-2009:  APOEL Nicosie
- 2009:  Keravnós Strovólou
- 2010:  Riyadi Club Beyrouth

## Palmarès
- champion de l'IBA : 2000
- champion de Finlande : 2001, 2002
- All Sun-Belt 2nd team : 1997
- All Sun-Belt 1st team : 1998, 1999
- MVP des play-offs IBA : 2000
- MVP des finales du championnat de Finlande : 2001